# Pierre-Eliezer Lazard
Pierre-Eliezer Lazard, francoski general, * 1880, † 1959.